# 6 км (зупинний пункт, Придніпровська залізниця, Василівський район)
6 кіломе́тр — зупинний пункт Запорізької дирекції Придніпровської залізниці.
Розташований біля села Балки Василівського району Запорізької області між роз'їздом 20 км (14 км) та станцією Каховське Море (6 км) на лінії Каховське Море — Енергодар. Поруч із залізницею проходить автомобільна дорога Р37.
Станом на березень 2020 року щодня дві пари дизель-потягів слідують по 6 км за напрямком Енергодар — Запоріжжя-1. 